# Putt Peak
Der Putt Peak ist ein abgesetzter, felsiger und 1130 m hoher Berggipfel auf der Insel Heard im Archipel der Heard und McDonaldinseln im südlichen Indischen Ozean. Er ragt südwestlich des Budd-Passes auf.
Namensgeber des Gipfels ist Collin Putt, Mitglied einer Bergsteigergruppe, die den benachbarten Big Ben 1965 auf einer Route über den Budd-Pass bestiegen hatte.